# Dm-drogerie markt

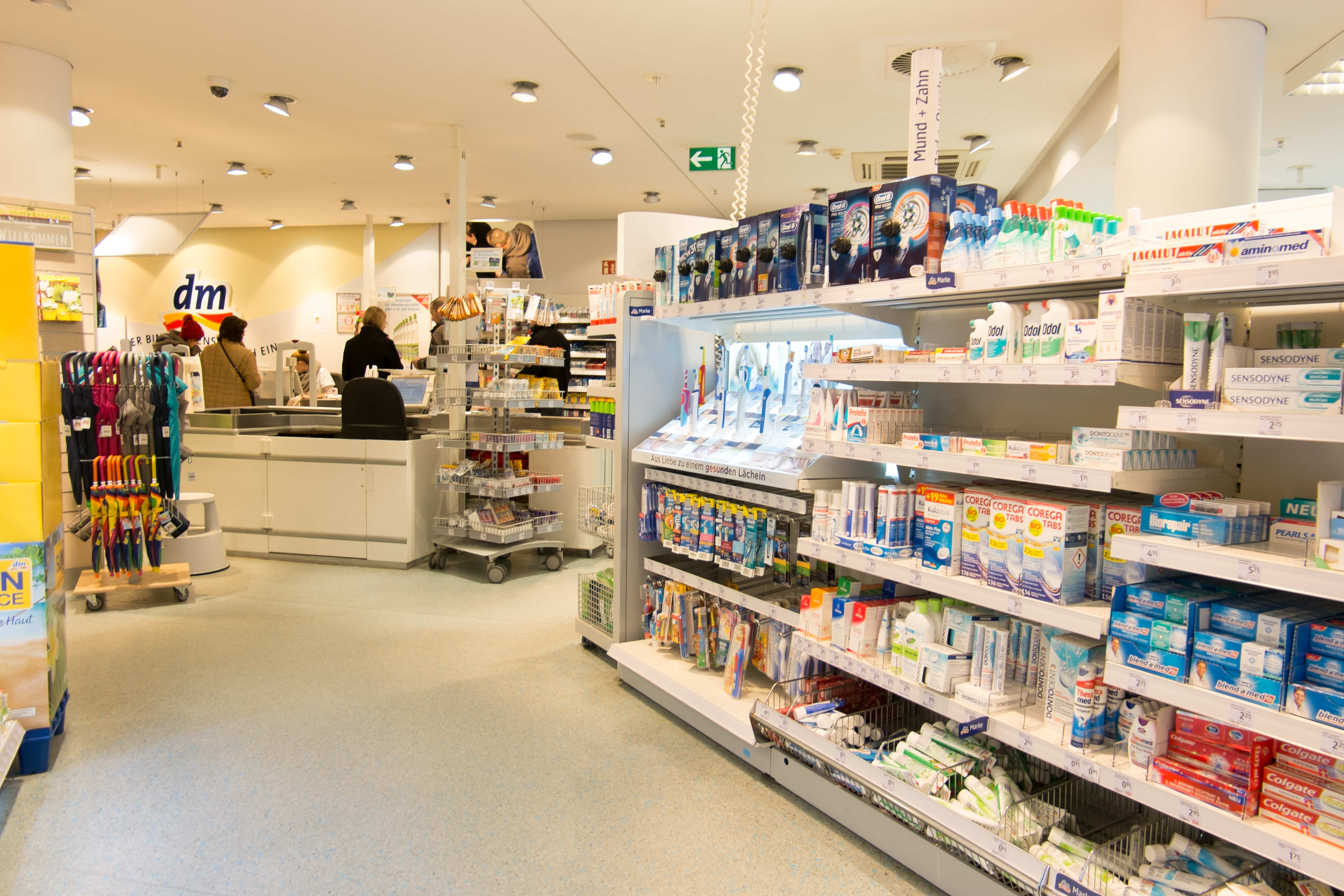
En dm-butik i Berlin.

dm-drogerie markt, tysk dagligvarubutikkedja med huvudkontor i Karlsruhe. Dm-drogerie markt är en av Tysklands största dagligvarubutikkedjor. Den största konkurrenten är Rossmann.
Den första butiken startades av Götz W. Werner 1973 i Karlsruhe. 